# John Grieb
John William Grieb (Philadelphia, 19 november 1879 - Philadelphia, 10 december 1939) was een Amerikaans turner. 
Grieb won tijdens de Olympische Zomerspelen van 1904 met zijn ploeggenoten van Philadelphia Turngemeinde de gouden medaille in de landenwedstrijd. 
Grieb won de zilveren medaille bij de driekamp. Dit onderdeel is door het Internationaal Olympisch Comité aangemerkt als atletiekonderdeel, terwijl de meeste deelnemers turners waren.

## Resultaten

### Olympische Zomerspelen
| Jaar | Plaats      | Resultaten                               |
| ---- | ----------- | ---------------------------------------- |
| 1904 | Saint Louis | in de landenwedstrijd in de velddriekamp |

1904: Grieb, Hess, Heida, Kassell, Lenhart, Reckeweg ·
1908: Åsbrink, Bertilsson, Cedercrona, Cervin, Degermark, Folcker, Forssman, Granfelt, Hårleman, Hellsten, Höjer, Holmberg, Holmberg, Holmberg, Jahnke, Jarlén, Johnsson, Johnsson, von Kantzow, Landberg, Lanner, Ljung, Moberg, Norberg, Norberg, Norberg, Norling, Norling, Olson, Peterson, Rosén, Rosenquist, Sjöblom, Sörvik, Sörvik, Svensson, Vingqvist, Widforss ·
1912: Bianchi, Boni, Braglia, Domenichelli, Fregosi, Gollini, Loi, Maiocco, Mangiante, Mangiante, Mazzarocchi, Romano, Salvi, Savorini, Tunesi, Zampori, Zanolini, Zorzi ·
1920: Andreoli, Bellotto, Bianchi, Bonatti, Cambiaso, Contessi, Costigliolo, Costigliolo, Domenichelli, Ferrari, Fregosi, Ghiglione, Levati, Loi, Lucchetti, Maiocco, Mandrini, Mangiante, Marovelli, Mastromarino, Paris, Pastorini, Roselli, Salvi, Tubino, Zampori, Zorzi ·
1924: Cambiaso, Lertora, Lucchetti, Maiocco, Mandrini, Martino, Paris, Zampori ·
1928: Grieder, Güttinger, Hänggi, Mack, Miez, Pfister, Steinemann, Wezel ·
1932: Capuzzo, Guglielmetti, Lertora, Neri, Tognini ·
1936: Beckert, Frey, Schwarzmann, Stadel, Stangl, Steffens, Volz, Winter ·
1948: Aaltonen, Huhtanen, Laitinen, Rove, Saarvala, Salmi, Savolainen, Teräsvirta ·
1952: Beljakov, Berdijev, Korolkov, Leonkin, Moeratov, Perelman, Sjaginjan, Tsjoekarin ·
1956: Azarjan, Moeratov, Sjachlin, Stolbov, Titov, Tsjoekarin ·
1960: Aihara, Endo, Mitsukuri, Ono, Takemoto, Tsurumi ·
1964: Endo, Hayata, Mitsukuri, Ono, Tsurumi, Yamashita ·
1968: Endo, S. Kato, T. Kato, Kenmotsu, Nakayama, Tsukahara ·
1972: Kasamatsu, Kato, Kenmotsu, Nakayama, Okamura, Tsukahara ·
1976: Fujimoto, Igarashi, Kajiyama, Kato, Kenmotsu, Tsukahara ·
1980: Andrianov, Azarjan, Ditjatin, Makoets, Markelov, Tkatsjov ·
1984: Conner, Daggett, Gaylord, Hartung, Johnson, Vidmar ·
1988: Artemov, Bilozertsjev, Gogoladze, Charkow, Ljoekin, Novikov ·
1992: Belenki, Korobtsjinski, Misjoetin, Sjaripov, Tsjerbo, Voropajev ·
1996: Sergei Charkow, Krjoekov, Nemov, Podgorny, Troesj, Vasilenko, Voropajev ·
2000: Huang, Li, Xiao, Xing, Yang, Zheng ·
2004: Kashima, Mizutori, Nakano, Tomita, Tsukahara, Yoneda ·
2008: Chen, Huang, Li, Xiao, Yang, Zou ·
2012: Chen, Feng, Guo, Zhang, Zou ·
2016: Katō, Shirai, Tanaka, Uchimura, Yamamuro ·
2020: Abljazin, Beljavskij, Dalalojan, Nagorny ·
2024: Hashimoto, Kaya, Oka, Sugino, Tanigawa